# قمشي
قمشي هي مدينة ومركز مقاطعة قمشي في ولاية قشقداريا في أوزبكستان.